# Axel Runström
Axel Vilhelm Runström (ur. 15 października 1883 w Sztokholmie, zm. 10 sierpnia 1943 tamże) – szwedzki waterpolista, skoczek do wody, medalista igrzysk olimpijskich.
Wraz z drużyną zdobył brązowy medal w turnieju piłki wodnej podczas Igrzysk Olimpijskich 1908 w Londynie. Reprezentował sztokholmski klub sportowy Stockholms KK.
Brał także udział w skokach do wody z platformy na tych samych igrzyskach oraz w skokach do wody z trampoliny i wieży na igrzyskach olimpijskich 1912.